# Lista över bilmärken
Detta är en alfabetisk lista över mer eller mindre välkända personbilsmärken, inte bilmodeller, genom historien. Det finns även en lista över bilmärken efter ursprungsland.

## Lista

### A
| Märke                     | Land            | Årtal                                 | Övrig info                                                                                  |
| ------------------------- | --------------- | ------------------------------------- | ------------------------------------------------------------------------------------------- |
| Abarth                    | Italien         | Sedan 1949                            | Uppköpt: Fiat Chrysler Automobiles (1971)                                                   |
| Abbott-Detroit            | USA             | 1909–1918                             |                                                                                             |
| A.B.C. (motortillverkare) | Storbritannien  | 1912–1951 (biltillverkning 1920–1927) | Vickers (1951)                                                                              |
| AC                        | Storbritannien  | Sedan 1901                            |                                                                                             |
| Acadian                   | Kanada          | 1962–1971                             | Under ledning av GM                                                                         |
| Acura                     | Japan           | Sedan 1986                            | Under ledning av Honda                                                                      |
| Adams-Farwell             | USA             | 1905–1911                             |                                                                                             |
| Adler                     | Tyskland        | 1900–1940                             |                                                                                             |
| Aero                      | Tjeckoslovakien | 1929–1947                             | Aero Vodochody (flygplanstillverkare)                                                       |
| AGA                       | Tyskland        | 1909–1945                             |                                                                                             |
| AJS                       | Storbritannien  | 1909–1931                             |                                                                                             |
| Albar                     | Schweiz         | Sedan 1978                            |                                                                                             |
| Alco                      | USA             | 1908                                  | Dotterbolag till American Locomotive Company                                                |
| Alfa Romeo                | Italien         | Sedan 1910                            | Fiat 1986–                                                                                  |
| Allard                    | Storbritannien  | 1936                                  |                                                                                             |
| Alvis                     | Storbritannien  | 1919–1968                             |                                                                                             |
| AMC                       | USA             | 1954                                  |                                                                                             |
| AMG                       | Tyskland        |                                       |                                                                                             |
| Amilcar                   | Frankrike       | 1922                                  |                                                                                             |
| Amphicar                  | Tyskland        |                                       |                                                                                             |
| Anadol                    | Turkiet         |                                       |                                                                                             |
| Apal                      | Belgien         |                                       |                                                                                             |
| Aquada                    | Storbritannien  |                                       |                                                                                             |
| Ariel                     | Storbritannien  |                                       |                                                                                             |
| Armstrong-Siddeley        | Storbritannien  | 1919                                  |                                                                                             |
| ARO                       | Rumänien        |                                       |                                                                                             |
| ASA                       | Italien         | 1964                                  |                                                                                             |
| Ascari                    | Storbritannien  | 1995                                  |                                                                                             |
| Asia Motors               | Sydkorea        | 1965–1999                             |                                                                                             |
| Aston Martin              | Storbritannien  | Sedan 1914                            |                                                                                             |
| Auburn                    | USA             | 1900–1937                             |                                                                                             |
| Audi                      | Tyskland        | Sedan 1909                            | Volkswagen 1965–                                                                            |
| Austin                    | Storbritannien  | 1905–1989                             | British Leyland                                                                             |
| Austin-Healey             | Storbritannien  | 1952                                  |                                                                                             |
| Austro Daimler            | Österrike       | 1899–1930                             | Dotterbolag till Daimler-Benz Fusionerades 1930 med Steyr-Werke AG till Steyr-Daimler-Puch. |
| Autobianchi               | Italien         |                                       |                                                                                             |
| Autocars                  | Israel          | Sedan 1957                            |                                                                                             |
| Auverland                 | Frankrike       |                                       |                                                                                             |

### B
| Märke                                     | Land           | Årtal      | Övrig info     |
| ----------------------------------------- | -------------- | ---------- | -------------- |
| Beaumont                                  | Frankrike      | Sedan 1913 |                |
| Bedford (fordon)                          | Storbritannien | 1930       |                |
| Belsize                                   | Storbritannien | 1901       |                |
| Bendix Buggies                            | USA            |            |                |
| Bentley                                   | Storbritannien | Sedan 1919 | Volkswagen     |
| Berkeley                                  | Storbritannien | 1956–1960  |                |
| Berliet                                   | Frankrike      |            |                |
| Bitter                                    | Tyskland       | Sedan 1971 |                |
| Bizzarrini                                | Italien        | 1964–1969  |                |
| BMW                                       | Tyskland       | Sedan 1928 | BMW            |
| Bond Cars (Sharp's Commercials 1922–1963) | Storbritannien |            |                |
| Borgward                                  | Tyskland       | 1954       |                |
| Brammo                                    | USA            | Sedan 2002 |                |
| Bricklin                                  | Kanada         | 1974       |                |
| Brilliance                                | Kina           | 1992       |                |
| Bristol                                   | Storbritannien | 1947–2011  |                |
| British Salmson                           | Storbritannien |            |                |
| BRM Buggy                                 | Brasilien      |            |                |
| BSA                                       | Storbritannien |            |                |
| Bufori                                    | Malaysia       |            |                |
| Bugatti                                   | Frankrike      | Sedan 1909 | Volkswagen     |
| Buick                                     | USA            | Sedan 1904 | General Motors |
| BYD                                       | Kina           | Sedan 1995 |                |

### C
| Märke              | Land           | Årtal      | Övrig info                                             |
| ------------------ | -------------- | ---------- | ------------------------------------------------------ |
| Cadillac           | USA            | Sedan 1902 | General Motors                                         |
| Callaway Cars      | USA            |            |                                                        |
| Caresto            | Sverige        |            |                                                        |
| Cargofun           | Tyskland       |            | Modifierade Volkswagen New Beetle                      |
| Carlsson           | Tyskland       |            |                                                        |
| Caterham           | Storbritannien | Sedan 1973 |                                                        |
| Catlin             | Sverige        |            |                                                        |
| Chaparral Cars     | USA            | 1962       |                                                        |
| Chamonix           | Brasilien      | Sedan 1987 |                                                        |
| Chana              | Kina           |            |                                                        |
| Chatenet           | Frankrike      | Sedan 1984 | Microbilar/mopedbilar                                  |
| Checker            | USA            | 1922–1982  |                                                        |
| Chery              | Kina           | 1997       |                                                        |
| Chevrolet          | USA            | Sedan 1911 | General Motors                                         |
| Chrysler           | USA            | Sedan 1925 | Fiat                                                   |
| Citroën            | Frankrike      | Sedan 1917 | PSA Peugeot Citroën 1974–                              |
| Cizeta             | Italien        |            | Tillverkade 17 styck av en modell, Cizeta-Moroder V16T |
| AC Cobra           | Storbritannien | 1962–1968  |                                                        |
| Comarth            | Spanien        |            | Elbilar                                                |
| Connaught          | Storbritannien |            |                                                        |
| Cooper             | Storbritannien | 1947       |                                                        |
| Cord               | USA            | 1929–1937  |                                                        |
| Chevrolet Corvette | USA            | 1953       |                                                        |
| Cottereau          | Frankrike      | 1898–1911  |                                                        |
| Coventry-Victor    | Storbritannien | 1911–1971  |                                                        |
| Crosley            | USA            |            |                                                        |
| Cross Lander       | Brasilien      |            | Cross Lander 244X, under licens av ARO                 |

### D
| Märke               | Land           | Årtal | Koncern  |
| ------------------- | -------------- | ----- | -------- |
| DAF                 | Nederländerna  | 1973  |          |
| Dacia               | Rumänien       | 1966  | Renault  |
| Daewoo              | Sydkorea       | 1967  |          |
| Dala7               | Sverige        |       |          |
| Daihatsu            | Japan          | 1907  |          |
| Daimler             | Storbritannien |       |          |
| Datsun              | Japan          | 1932  |          |
| Deco Rides          | USA            |       |          |
| Delage              | Frankrike      | 1905  |          |
| Delahaye            | Frankrike      | 1894  |          |
| Delaunay-Belleville | Frankrike      | 1904  |          |
| DeLorean            | USA            | 1975  |          |
| Desoto              | USA            | 1928  | Chrysler |
| De Tomaso           | USA            | 1959  |          |
| DiMora              | USA            |       |          |
| DKW                 | Tyskland       | 1961  |          |
| Dodge               | USA            | 1915– | Fiat     |
| Donkervoort         | Nederländerna  | 1978  |          |
| Duesenberg          | USA            | 1913  |          |
| Dutton Cars         | Storbritannien | 1970  |          |

### E
| Märke     | Land        | Årtal | Koncern |
| --------- | ----------- | ----- | ------- |
| Edonis    | Italien     |       |         |
| Edsel     | USA         | 1948  | Ford    |
| Elcat     | Finland     |       |         |
| EMW       | Östtyskland |       |         |
| Erskine   | USA         |       |         |
| Essex     | USA         | 1919  |         |
| Excalibur | USA         | 1964  |         |

### F
| Märke          | Land      | Årtal     | Koncern            |
| -------------- | --------- | --------- | ------------------ |
| Facel Vega     | Frankrike | 1954–1964 | Facel              |
| Faraday Future | USA       | 2014–     |                    |
| Ferrari        | Italien   | 1946–     | Fiat 1988–         |
| Fiat           | Italien   | 1899–     | Fiat               |
| Finlandia      | Finland   | 1922–1924 | P.J. Heikkilä      |
| Ford           | USA       | 1903–     | Ford Motor Company |
| Frazer         | USA       |           |                    |
| FSO            | Polen     | 1951      |                    |

### G
| Märke                    | Land           | Årtal     | Koncern                    |
| ------------------------ | -------------- | --------- | -------------------------- |
| GAZ (ГA3)                | Ryssland       | 1929      |                            |
| Geely                    | Kina           | 1997      |                            |
| Gibbs                    | Storbritannien |           |                            |
| Ginetta                  | Storbritannien | 1958      |                            |
| Glas                     | Tyskland       | 1883      |                            |
| GMC                      | USA            | 1908      | General Motors Corporation |
| Goggomobil               | Tyskland       | 1955      |                            |
| Goliath                  | Tyskland       | 1928      |                            |
| Gordini                  | Frankrike      |           |                            |
| Gordon Murray Automotive | Storbritannien | 2021      |                            |
| Gordon-Keeble            | Storbritannien | 1963      |                            |
| Graham-Paige             | USA            | 1927      |                            |
| Gregoire                 | Frankrike      | 1903      |                            |
| Gräf & Stift             | Österrike      | 1904      |                            |
| Gumpert                  | Tyskland       |           |                            |
| Gurgel                   | Brasilien      | 1966–1995 |                            |

### H
| Märke         | Land              | Årtal     | Koncern                   |
| ------------- | ----------------- | --------- | ------------------------- |
| Hamann        | Tyskland          |           |                           |
| Hanomag       | Tyskland          | 1835      |                           |
| Hansa         | Tyskland          |           |                           |
| Hawtai        | Kina              |           |                           |
| Heinkel       | Tyskland          | 1922      |                           |
| Hillman       | Storbritannien    | 1903–1976 | Chrysler Corporation      |
| Hindustan     | Indien            | 1942      |                           |
| Hispano-Suiza | australien ungern | 1904      |                           |
| Holden        | Australien        | 1946–     | General Motors            |
| Honda         | Japan             | 1948–     | Honda Motor Company       |
| Horch         | Tyskland          | 1880      |                           |
| Hotchkiss     | Frankrike         |           |                           |
| Hudson        | USA               | 1909–1954 | American Motors           |
| Humber        | Storbritannien    | 1898–1976 | Chrysler Corporation      |
| Hummer        | USA               | 1992–2010 | General Motors            |
| Hupmobile     | USA               | 1909–1940 |                           |
| Hyundai       | Sydkorea          | 1967–     | Hyundai Motor Corporation |

### I
| Märke                   | Land        | Årtal | Koncern  |
| ----------------------- | ----------- | ----- | -------- |
| IFA                     | Östtyskland |       |          |
| Imperial                | USA         | 1955  | Chrysler |
| Indigo                  | Sverige     |       |          |
| Infiniti                | Japan       |       |          |
| Innocenti               | Italien     | 1922  |          |
| International Harvester | USA         |       |          |
| Isdera                  | Tyskland    | 1980  |          |
| Iso                     | Italien     |       |          |
| Isuzu                   | Japan       | 1937  |          |
| Isotta Fraschini        | Italien     |       |          |
| Iveco                   | Italien     | 1980  |          |

### J
| Märke     | Land           | Årtal | Koncern |
| --------- | -------------- | ----- | ------- |
| Jaguar    | Storbritannien | 1922– | Tata    |
| Jeep      | USA            | 1946– | Fiat    |
| Jensen    | Storbritannien | 1930  |         |
| Jösse Car | Sverige        |       |         |
| Jowett    | Storbritannien | 1906  |         |
| Javelin   | USA            | 1968  |         |

### K
| Märke           | Land      | Årtal  | Koncern                   |
| --------------- | --------- | ------ | ------------------------- |
| Kaiser          | USA       |        |                           |
| Kaiser-Darrin   | USA       | 1954   |                           |
| Kewet           | Norge     |        |                           |
| Kia             | Sydkorea  | 1969–  | Hyundai Motor Corporation |
| Koenig Specials | Tyskland  |        |                           |
| Koenigsegg      | Sverige   | 1994 - | Koenigsegg Group          |
| KTM             | Österrike |        |                           |

### L
| Märke                           | Land           | Årtal       | Koncern                   |
| ------------------------------- | -------------- | ----------- | ------------------------- |
| Lada                            | Ryssland       | 1970–       | General Motors            |
| Lagonda                         | Storbritannien | 1906–       | Aston Martin              |
| Lamborghini                     | Italien        | 1963–       | Volkswagen                |
| Lancia                          | Italien        | 1905–       | Fiat 1966–                |
| LaSalle                         | USA            | 1927        | General Motors / Cadillac |
| Laurin & Klement                | Tjeckien       | (1895-1925) |                           |
| Lea-Francis                     | Storbritannien | 1903        |                           |
| Lexus                           | Japan          | 1990–       | Toyota Motor Corporation  |
| Leyland                         | Australien     |             |                           |
| Ligier                          | Frankrike      |             |                           |
| Lincoln                         | USA            | 1921–       | Ford Motor Company        |
| Lloyd                           | Storbritannien | 1908        |                           |
| Lohner                          | Österrike      |             |                           |
| Lola                            | Storbritannien | 1956        |                           |
| London Taxis International, LTI |                |             |                           |
| Lotus                           | Storbritannien | 1952–       | Proton 1994–              |
| Lucid Motors                    | USA            | 2007–       |                           |

### M
| Märke              | Land           | Årtal     | Koncern            |
| ------------------ | -------------- | --------- | ------------------ |
| MAF                | Tyskland       | 1908–1923 |                    |
| Mahindra           | Indien         | 1945      |                    |
| MAN                | Tyskland       |           |                    |
| Marcos             | Storbritannien | 1959      |                    |
| Maserati           | Italien        | 1926–     | Fiat 1993–         |
| Matra              | Frankrike      | 1945      |                    |
| Maybach            | Tyskland       | 1919      |                    |
| Maxus              | Kina           | 2011–     | SAIC Motor         |
| Mazda              | Japan          | 1920–     | Ford Motor Company |
| McLaren            | Storbritannien | 1963      |                    |
| Mercedes-Benz      | Tyskland       | 1927–     | Daimler            |
| Mercury            | USA            | 1938–2011 | Ford Motor Company |
| Messerschmitt      | Tyskland       | 1938      |                    |
| Meteor             | Kanada         | 1948      |                    |
| MG                 | Storbritannien | 1924–     | SAIC Motor         |
| Mini               | Storbritannien | 1959–     | BMW                |
| Mitsubishi         | Japan          | 1970–     | Mitsubishi Motors  |
| Monteverdi         | Schweiz        | 1967–1992 |                    |
| Morgan             | Storbritannien | 1910–     | Morgan             |
| Morris             | Storbritannien | 1912–1983 | British Leyland    |
| Moskvitj (Mocквич) | Ryssland       | 1929      |                    |

### N
| Märke  | Land           | Årtal     | Koncern                  |
| ------ | -------------- | --------- | ------------------------ |
| Napier | Storbritannien |           |                          |
| Nash   | USA            | 1917–1954 | American Motors          |
| Nio    | Kina           |           |                          |
| Nismo  | Japan          | 1984      |                          |
| Nissan | Japan          | 1933–     | Nissan Motor Corporation |
| Noble  | Storbritannien | 1999      |                          |
| NSU    | Tyskland       | 1873      |                          |

### O
| Märke         | Land           | Årtal     | Koncern                |
| ------------- | -------------- | --------- | ---------------------- |
| Ogle          | Storbritannien |           |                        |
| Oldsmobile    | USA            | 1897–2004 | General Motors         |
| Oltcit        | Rumänien       | 1976–1991 | PSA Peugeot Citroen    |
| Opel          | Tyskland       | 1899–     | General Motors 1928–   |
| Osca          | Italien        | 1937      |                        |
| Ora           | Kina           | 2018–     | Great Wall Motor 1984– |
| Overland      | USA            |           |                        |
| Oullim Motors | Sydkorea       |           |                        |

### P
| Märke             | Land      | Årtal     | Koncern             |
| ----------------- | --------- | --------- | ------------------- |
| Packard           | USA       | 1899–1958 |                     |
| Pagani            | Italien   | 1988      |                     |
| Panhard           | Frankrike | 1891–1967 |                     |
| Panoz             | USA       | 1989      |                     |
| Panther           |           |           |                     |
| Paykan            | Iran      | 1966      |                     |
| Peugeot           | Frankrike | 1891–     | PSA Peugeot Citroën |
| Pegaso            | Spanien   |           |                     |
| Perodua           | Malaysia  | 1994      |                     |
| Piaggio           | Italien   |           |                     |
| Pierce-Arrow      | USA       | 1901      |                     |
| Pivco             | Norge     | 1991      |                     |
| Plymouth          | USA       | 1928–2001 | Chrysler            |
| Polski Fiat       | Polen     | 1921      |                     |
| Pontiac (nerlagt) | USA       | 1926–2010 | General Motors      |
| Porsche           | Tyskland  | 1946–     | Porsche             |
| Proton            | Malaysia  | 1985      |                     |
| Puch              | Österrike | 1899      |                     |

### Q
| Märke | Land | Årtal | Koncern |
| ----- | ---- | ----- | ------- |
| Qoros | Kina | 2007  |         |

### R
| Märke        | Land           | Årtal     | Koncern         |
| ------------ | -------------- | --------- | --------------- |
| Rambler      | USA            | 1897      |                 |
| Reliant      | Storbritannien | 1935      |                 |
| Renault      | Frankrike      | 1899–     | Renault         |
| Reo          | USA            | 1904–1936 |                 |
| Range Rover  | Storbritannien | 1948      |                 |
| Rickenbacker | USA            | 1922      |                 |
| Riley        | Storbritannien | 1898–1969 | British Leyland |
| Rimac        | Kroatien       | 2009–     |                 |
| Rinspeed     | Schweiz        | 1979      |                 |
| Rockne       | USA            |           |                 |
| Rolls-Royce  | Storbritannien | 1905–     | BMW             |
| Rover        | Storbritannien | 1905–2003 | BMW             |
| RUF          | Tyskland       | 1994      |                 |

### S
| Märke           | Land           | Årtal                                                                 | Koncern                                              |
| --------------- | -------------- | --------------------------------------------------------------------- | ---------------------------------------------------- |
| SAAB            | Sverige        | 1946–1965 Svenska Aeroplan AB 1965–1969 SAAB AB 1969–1989 SAAB-Scania | 1989–2010 General Motors 2010–2011 Spyker 2011– Nevs |
| Saipa           | Iran           | 1966                                                                  |                                                      |
| Saleen          | USA            | 1983–2009                                                             | Hancock Park Associates                              |
| Saturn          | USA            | 1985–2010                                                             | General Motors                                       |
| Scania          | Sverige        | 1891–                                                                 | Volkswagenkoncernen                                  |
| Scion           | Japan          | 2002–                                                                 | Toyota                                               |
| SEAT            | Spanien        | 1950–                                                                 | Volkswagenkoncernen                                  |
| Shelby          | USA            | 2004                                                                  |                                                      |
| Simca           | Frankrike      | 1934–1979                                                             | PSA Peugeot Citroën                                  |
| Singer          | Storbritannien | 1905–1970                                                             | Chrysler Corporation                                 |
| Škoda           | Tjeckien       | 1895–                                                                 | Volkswagenkoncernen                                  |
| Smart           | Tyskland       | 1994–                                                                 | Daimler AG                                           |
| Spyker          | Nederländerna  | 1880–1929 1999–                                                       | fristående                                           |
| SsangYong       | Sydkorea       | 1954–                                                                 | SAIC                                                 |
| SSC Aero        | USA            |                                                                       |                                                      |
| Standard        | Storbritannien | 1903–1963                                                             | British Leyland                                      |
| Steyr           | Österrike      |                                                                       |                                                      |
| Stoddard-Dayton | USA            | 1905–1913                                                             |                                                      |
| Stola           | Italien        |                                                                       |                                                      |
| Studebaker      | USA            | 1897–1966                                                             |                                                      |
| Stutz           | USA            | 1911                                                                  |                                                      |
| Subaru          | Japan          | 1954–                                                                 | Fuji Heavy Industries Ltd                            |
| Sunbeam         | Storbritannien | 1899–1976                                                             | Chrysler Corporation                                 |
| Suzuki          | Japan          | 1909–                                                                 |                                                      |
| Syrena          | Polen          | 1956–1983                                                             | Fabryka Samochodów Osobowych                         |

### T
| Märke          | Land           | Årtal     | Koncern                  |
| -------------- | -------------- | --------- | ------------------------ |
| Talbot         | Frankrike      | 1903      |                          |
| Tata           | Indien         | 1942      |                          |
| Tatra          | Tjeckien       | 1945      |                          |
| Techart        | Tyskland       | 1950      |                          |
| Tesla Motors   | USA            | 2003–     |                          |
| Think          | Norge          | 1991      |                          |
| Tjajka (Чяйка) | Ryssland       |           |                          |
| Tjorven        | Sverige        |           |                          |
| Toyota         | Japan          | 1937–     | Toyota Motor Corporation |
| Trabant        | Östtyskland    | 1957–1991 |                          |
| Triumph        | Storbritannien | 1923–1984 | British Leyland          |
| Troll          | Norge          | 1954      |                          |
| Tucker         | USA            | 1948      |                          |
| TVR            | Storbritannien | 1947–2006 |                          |

### U
| Märke     | Land     | Årtal     | Koncern |
| --------- | -------- | --------- | ------- |
| UMM       | Portugal | 1977-1996 |         |
| Uniti     | Sverige  | 2016–     |         |
| UAZ (УAЗ) | Ryssland | 1941      |         |

### V
| Märke           | Land           | Årtal     | Koncern              |
| --------------- | -------------- | --------- | -------------------- |
| Vanden Plas     | Storbritannien | 1960      |                      |
| Vauxhall Motors | Storbritannien | 1903–     | General Motors 1926– |
| VAZ (BAЗ)       | Ryssland       |           |                      |
| Vector          | USA            | 1978–     |                      |
| Venturi         | Frankrike      | 1984–2000 |                      |
| Veritas         | Tyskland       | 1947      |                      |
| Voisin          | Frankrike      | 1919      |                      |
| Volga (Вoлгa)   | Ryssland       | 1956–2010 |                      |
| Volkswagen      | Tyskland       | 1938–     | Volkswagen Group     |
| Volvo           | Sverige        | 1926–     | Geely                |

### W
| Märke     | Land           | Årtal     | Koncern         |
| --------- | -------------- | --------- | --------------- |
| Wanderer  | Tyskland       | 1885      |                 |
| Wartburg  | Östtyskland    | 1956–1991 |                 |
| Westfield | Storbritannien |           |                 |
| Wiesmann  | Tyskland       | 1985      |                 |
| Willys    | USA            | 1908      |                 |
| Wolseley  | Storbritannien | 1899–1975 | British Leyland |

### X
| Märke | Land | Årtal | Koncern |
| ----- | ---- | ----- | ------- |
| Xiali | Kina |       |         |
| Xpeng | Kina |       |         |

### Y
| Märke | Land                 | Årtal     | Koncern             |
| ----- | -------------------- | --------- | ------------------- |
| Yes   | Tyskland             | 1999–     |                     |
| Yugo  | Jugoslavien/ Serbien | 1978–2008 | Zastava (2008–2017) |

### Z
| Märke                   | Land     | Årtal | Koncern |
| ----------------------- | -------- | ----- | ------- |
| Zaporozhets (Зaпopoжeц) | Ukraina  | 1960  |         |
| Zastava                 | Serbien  | 1954  |         |
| Zenvo                   | Danmark  |       |         |
| ZIL (ЗИЛ)               | Ryssland | 1916  |         |
| ZIM (ЗИM)               | Ryssland | 1950  |         |
| Zimmerman               |          |       |         |
| ZIS (ЗИC), se ZIL       | Ryssland |       |         |
| Zündapp                 | Tyskland | 1917  |         |